# إبراهيم حقي الحسيني
إبراهيم حقي الحسيني (1317 - 1340 هـ / 1899 - 1921 م) هو عالم و شاعر ، من أهل الموصل.
هو إبراهيم حقي الحسيني ابن محيي الدين حسن الفضلي الحسيني الموصلي. مولده ووفاته بالموصل.
من آثاره: مطولة شعرية عنوانها: «تنفيس الشدة في تخميس البردة».